# كحول بنزيلي
الكحول البنزيلي هو سائل عديم اللون، له رائحة خاصة، يمتزج مع الأسيتون، والايثانول، والميتانول، والزيوت النباتية، والزيوت الصنعية مثل زيتات الإيتيل.

## التحضير
بحلمهة الكلوريد البنزيلي باستخدام هيدروكسيد الصوديوم
C6H5CH2Cl + NaOH → C6H5CH2OH + NaCl

## تفاعلاته
-تفاعل رايتر- بالتفاعل مع الأكريلونتريل ليعطي ن-بنزيل أكريل أميد
C6H5CH2OH + NCCHCH2 → C6H5CH2N(H)C(O)CHCH2

## الاستخدام الصيدلاني
عامل حافظ مُضاد للجراثيم، محلول مُطهر .
يُستخدم الكحول البنزيلي في المستحضرات التجميلية والأغذية وفي عدد كبير من المستحضرات الصيدلانية الفموية والحقنية وبتراكيز تصل إلى 2% حجم/حجم في المستحضرات التجميلية وتراكيز بحدود 3% حجم/حجم يُستخدم كمادة حافظة، وبتراكيز بحدود 5% أو أكثر يمكن أن يُستخدم كمُحلّ بينما بتراكيز 10% حجم/حجم يُستخدم كمُطهر .
محاليل الكحول البنزيلي بتراكيز 10% حجم/حجم تمتلك أيضاً خواص مخدّرة يمكن توظيفها في المستحضرات الحقنية وأدوية السعال والمستحضرات العينية والمراهم والرذاذات الجلدية.
وعلى الرغم من استخدامه الواسع كمادة حافظة فإنه عندما يُوصف للأطفال يؤدي لآثار جانبية قاتلة وأنه من المتعارف عليه الآن أن المستحضرات الحقنية الحاوية على مادة حافظة سواءً أكانت الكحول البنزيلي أو غيره ويجب أن لا توصف للأطفال حديثي الولادة مهما كان السبب .

## التأثير على صحة الجسم
يُستخدم بكثرة في المستحضرات الصيدلانية وهو يستقلب إلى بنز ألدهيد وحمض البنزوئيك الذي يُستقلب بدوره في الكبد بالارتباط مع الغليسرين إلى حمض بول الخيل الذي يُطرح مع البول .
تنـاوله فمـوياً أو استنشـاقه قـد يسبـب صـداعاً ودواراً وغثياناً وإقياء وربما يقود للإسهـال .
التعرض الزائد له قد يسبب تثبيط الجملة العصبية المركزية وقصوراً تنفسياً ولكن التراكيز الطبيعية منه والمستخدمة لحفظ الأشكال الصيدلانية لا تترافق بمثل هذه الآثار الجانبية .
إن تجارب استخدام الكحول البنزيلي كسواغ دلت على حدوث الآثار الجانبية التالية :
سمية عصبية لدى المرضى الذين تُوصف لهم المستحضرات الحقنية، فرط 
تحسس، وعلى الرغم من ندرتها فهي أعراض سمية مميتة لدى الأطفال المولودين بوزن أقل من الطبيعي، يُشمل الحموضة الاستقلابية والقصور التنفسي تعزى لوجود الكحول البنزيلي لهذا الغرض وعدم استخدام الأدوية الحاوية على مواد حافظة لدى الأطفال حديثي الولادة.
حددت منظمات الصحة العالمية المدخول اليومي المقبول للكحول البنزيلي بحدود 5 ملغ لكل 1 كغ من الجسم .
			LD50 (mouse,IV) = 0.32 g/kg
			LD50 (mouse,oral) = 1.58 g/kg
			LD50 (mouse,sc) = 64 mg/kg
			LD50 (rabbit,oral) = 1.04 g/kg
			LD50 (rat,IP) = 0.4 g/kg
			LD50 (rat,oral) = 1.23 g/kg

## سلامة الاستعمال
تختلف الاحتياطات المتبعة أثناء التعامل مع المادة باختلاف الكمية وظروف التعامل معها، يُعد الكحول البنزيلي كسائل وكبخار مهيج للجلد والأعين والأغشية المخاطية ولذلك يُنصح بحماية الأعين وارتداء القفازات والملابس الواقية .
ويجب التعامل معه في بيئة جيدة التهوية وفي حال كون البيئة سيئة التهوية فيُنصح باستخدام الجهاز التنفسي الصناعي .
أخيراً يُعتبر مادة قابلة للاشتعال .

## التنافرات
يتنافر مع المؤكسدات والحموض القوية.

## انطر أيضاً
- 4،2-ثنائي_كلورو_الكحول_البنزيلي

## المصدر
1. ↑  Handbook of Pharmaceutical Excipients SIXTH EDITION Edited by Raymond C Rowe BPharm, PhD, DSC, FRPharmS, FRSC, CPhys, MInstP Chief Scientist Intelligensys Ltd, Stokesley, North Yorkshire, UK Paul J Sheskey BSc, RPh Application Development Leader The Dow Chemical Company, Midland, MI, USA Marian E Quinn BSc, MSc Development Editor Royal Pharmaceutical Society of Great Britain, London, UK